# القوات المسلحة الإستونية
القوات المسلحة الإستونية (بالإستونية: EESTI Kaitsevägi)‏ هو اسم القوات المسلحة الموحدة لإستونيا. في إستونيا العسكرية هو قوة الدفاع التي تتكون من القوات البرية، البحرية، الجوية والمنظمة الشبه عسكرية رابطة الدفاع.

## معرض صور

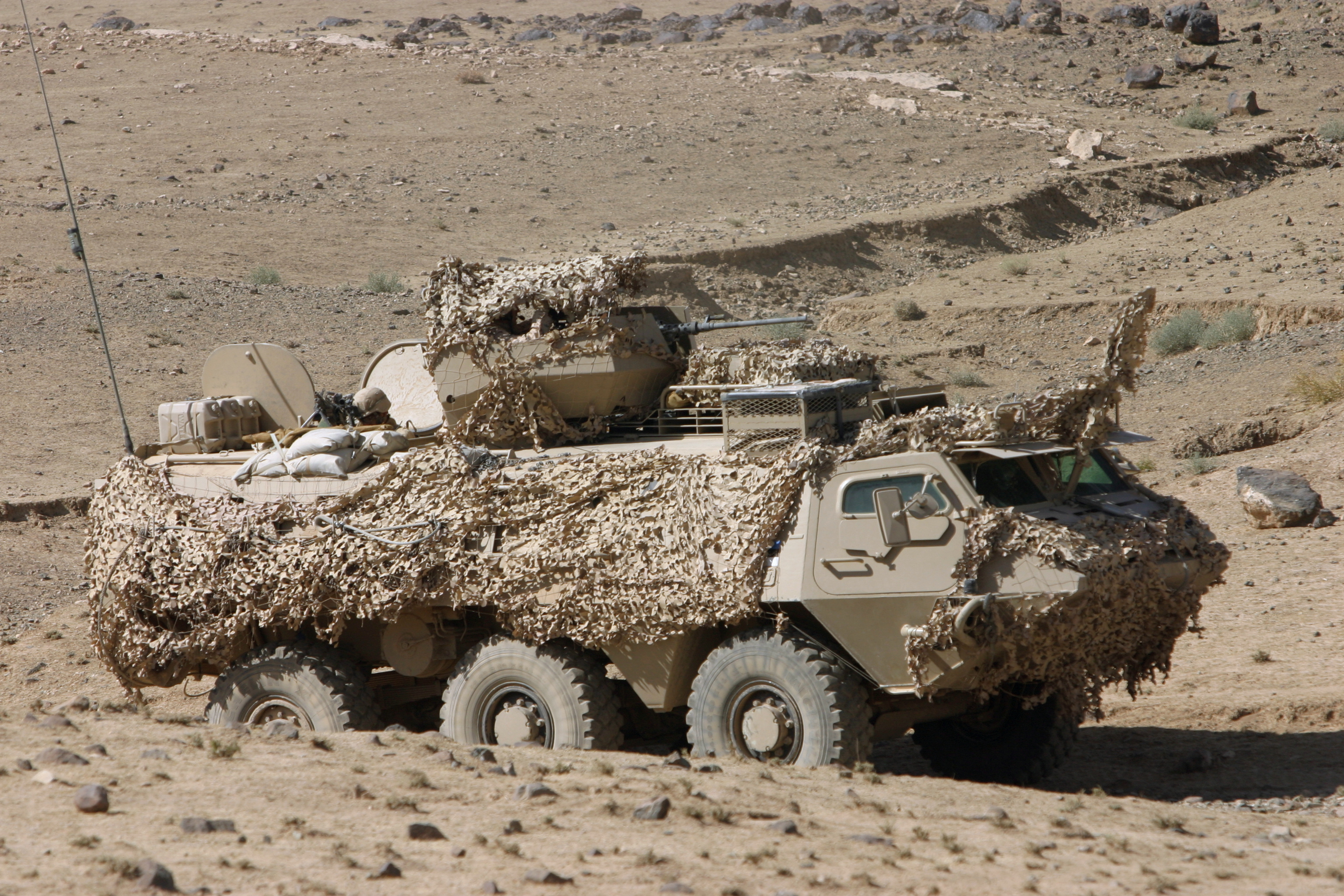
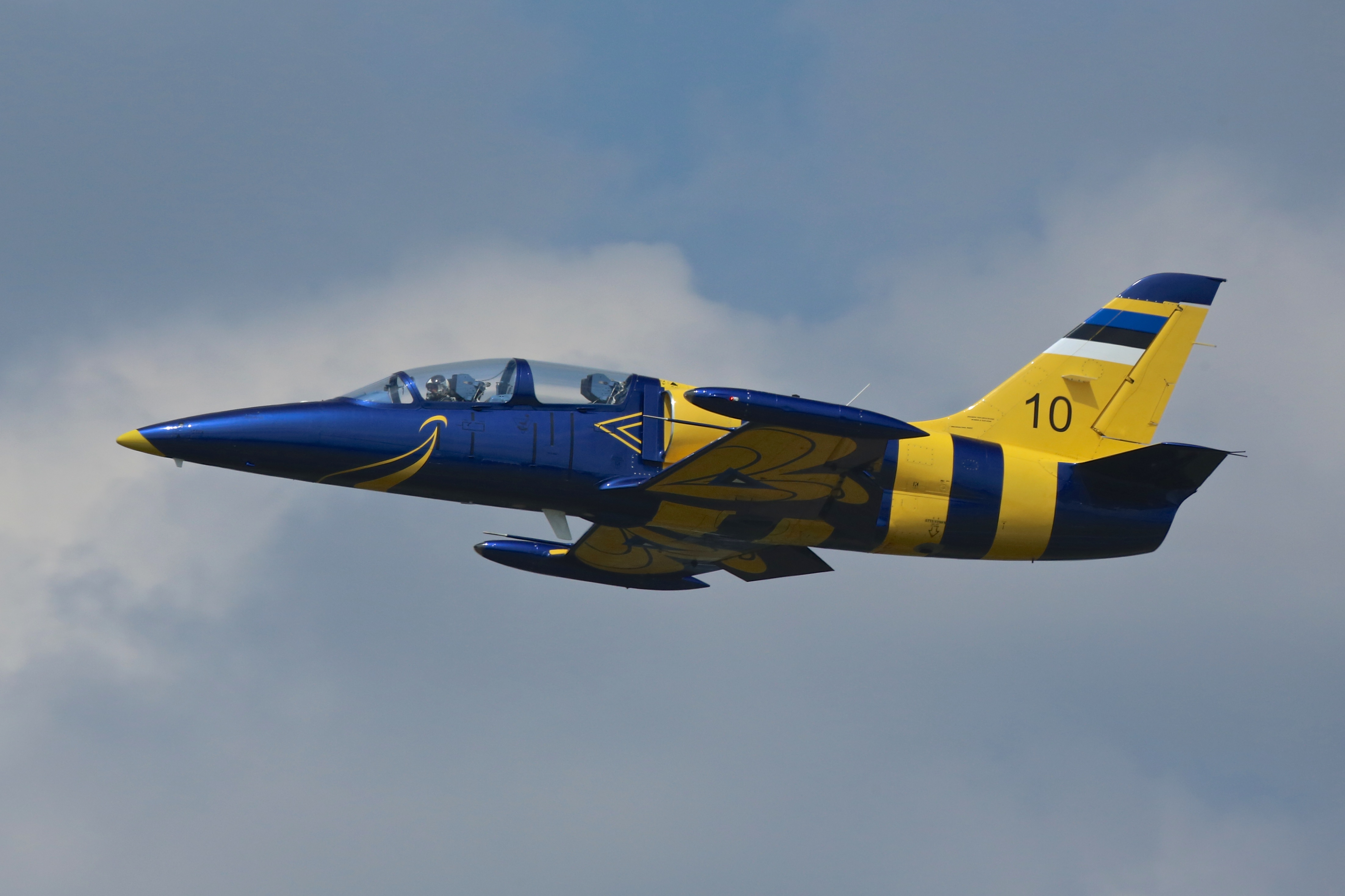
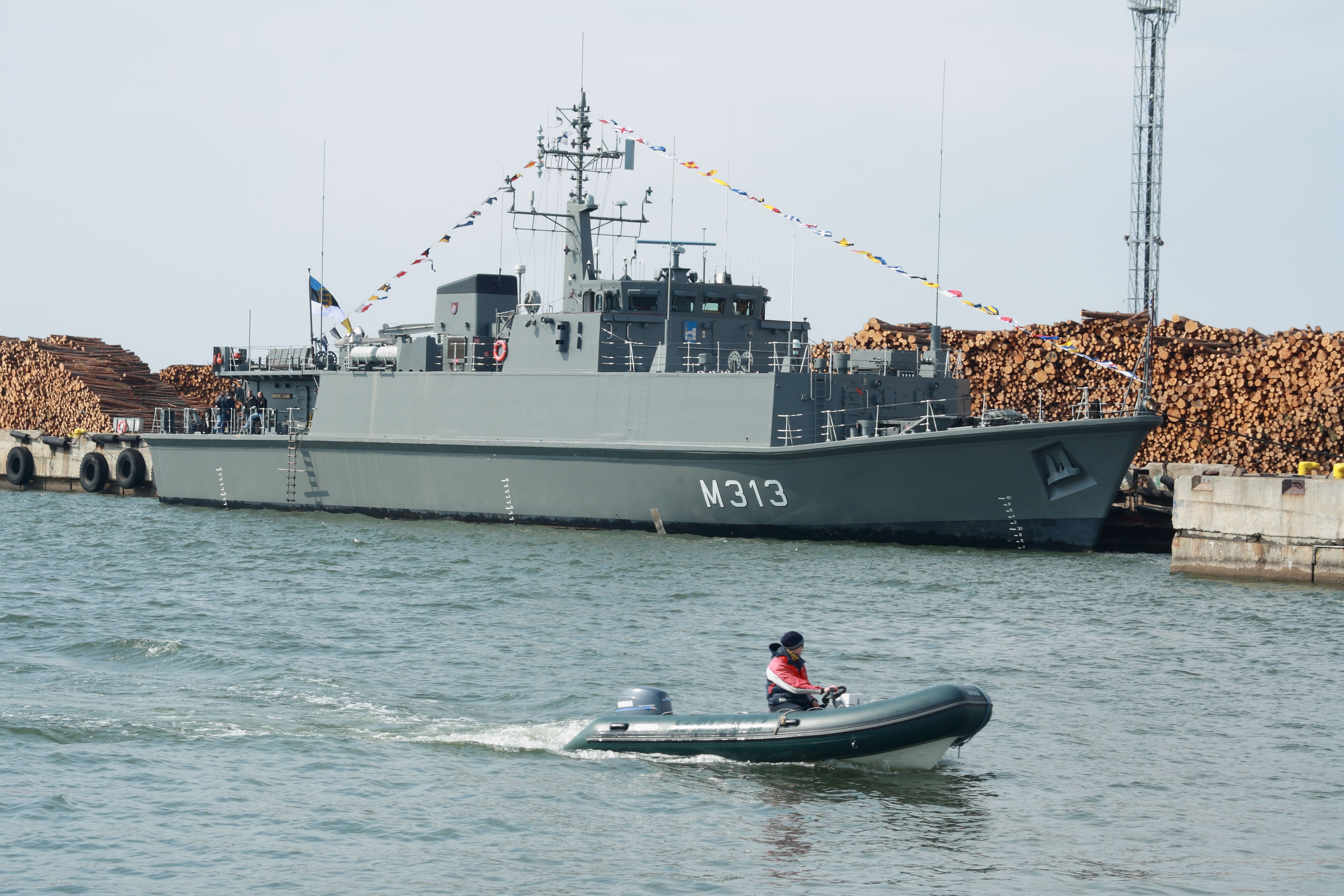
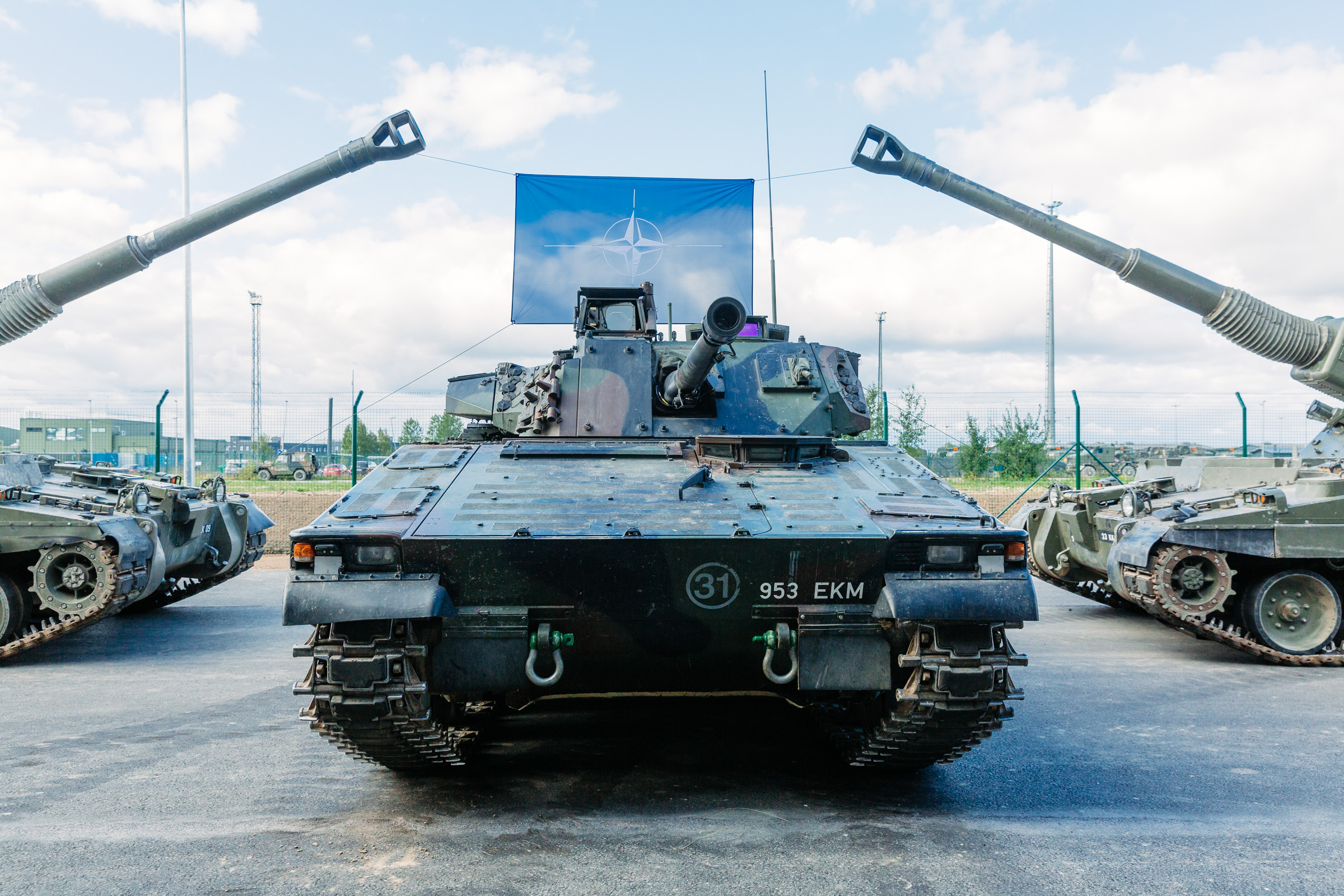